# Volavka madagaskarská
Volavka madagaskarská (Ardea humbloti) je vodní pták z čeledi volavkovití (Ardeidae) a rodu volavka (Ardea). Druh popsal Henri Milne-Edwards a Alfred Grandidier v roce 1885. Je monotypický. Volavka madagaskarská obývá převážně Madagaskar, její výskyt však byl zjištěn také na Komorských ostrovech a Mayotte. Vzhledem se podobá volavce popelavé (Ardea cinerea), měří 92–100 cm. Živí se rybami a korýši. Mezinárodní svaz ochrany přírody ji hodnotí jako ohrožený druh.

## Výskyt
Volavka madagaskarská obývá převážně západní část Madagaskaru, někdy však zalétne také na Komorské ostrovy a Mayotte, kde se již objevuje celkem pravidelně. K životu dává přednost čirým mělkým vodám, a to jak slaným, tak brakickým. Obývá hlavně oblasti při pobřeží, včetně mangrovů či ústí řek, lze ji však najít i v blízkosti sladkovodních jezer, či políček rýže. Obývá oblasti až do výšky 1 500 m n. m.

## Popis
Volavka madagaskarská je vysoká 92–100 cm a má dlouhé hnědé nohy se čtyřmi od sebe roztaženými prsty, které umožňují rozložit váhu ptáka, jenž se tak nepropadne, ani pokud chodí v měkkém terénu. Dlouhý zobák má obvykle žluté zbarvení, v období rozmnožování získává oranžovou barvu. Hlava se vyznačuje výraznou černou „maskou“, oko je žluté. Celý trup je pak šedý, s tmavším zbarvením letek. U tohoto druhu není vyvinut zřetelný pohlavní dimorfismus. Mláďata mají na rozdíl od dospělců velmi tmavé peří. Druh se vzhledem podobá příbuzné volavce popelavé (Ardea cinerea), která dosahuje i stejné velikosti; odlišuje se od ní svým celistvým zbarvením těla.

## Chování
Volavka madagaskarská je samotářky žijící pták, který tvoří maximálně malé kolonie. Loví v čistých jasných vodách, někdy zavítá i do vod s plovoucími rostlinami. Živí se například rybami či kraby, přičemž dovede lapit kořist, která měří až 1,5násobek délky zobáku. Existuje i záznam o tom, že ulovila úhoře, který měřil 48 cm. Pták loví tak, že si stoupne nehnutě do vody, přičemž očima prohlíží vodu a hledá kořist. Jakmile ji objeví, rychle se jí zmocní dýkovitým zobákem. Žere obvykle na zemi a někdy mezi lovy odpočívá.
Doba hnízdění tohoto druhu není známa, možné je, že rozmnožování probíhá celoročně. Volavky madagaskarské hnízdí samostatně, či ve společnosti jiných druhů volavek, například volavek popelavých. Někdy byla mláďata volavek madagaskarských a popelavých nalezena ve společném hnízdě, hybridizace u tohoto druhu však nebyla zjištěna. Hnízdo, které si volavky staví na stromech nebo ve skalách – avšak existují i záznamy, kdy bylo postavené na zemi – je složeno z větví a rostlin. Samice snášejí 1 až 3 vejce.

## Ohrožení
Volavka madagaskarská patrně nikdy nežila na Madagaskaru ve velkém počtu. Nebezpečí představuje mizení mokřadů, a to jak následkem lidské činnosti, tak změnou klimatu. Mezi další hrozby patří vybírání vajec z hnízd a také kácení stromů, na kterých tento pták hnízdí. Potenciálním nebezpečím je úbytek kořisti volavek madagaskarských následkem nadměrného rybolovu. Dle Mezinárodního svazu ochrany přírody patří mezi ohrožené druhy s klesající populací. Na světě přežívá asi 1 000 jedinců.
Druh se vyskytuje v několika chráněných oblastech, včetně Národního parku Baly Bay a několika lokalit chráněných Ramsarskou úmluvou, avšak asi polovina populace obývá nechráněné oblasti.